# Khalid El Ghafouli
Khalid El Ghafouli, né le 8 avril 1994 à Kénitra (Maroc), est un footballeur marocain jouant au poste de défenseur à l'Olympique de Safi.

## Biographie

### En club
Khalid El Ghafouli naît à Kénitra et débute le football au KAC de Kénitra.
Le 25 janvier 2022, il s'engage pour deux saisons librement à l'OC Safi. Le 20 février 2022, il dispute son premier match avec le club face au Mouloudia d'Oujda (défaite, 1-3).